# Elektronische Bremskraftverteilung
Elektronische Bremskraftverteilung (engl. Electronic Brakeforce Distribution, EBD) ist ein System zur Stabilisierung von Kraftfahrzeugen.

## Prinzip
Beim starken Bremsen wird das Fahrzeuggewicht auf die Vorderräder verlagert. In der Folge können die hinteren Räder blockieren, da sie entlastet werden und die Bremsleistung durch den verminderten Bodenkontakt nicht mehr auf die Straße bringen können. In diesem Fall droht unmittelbare Schleudergefahr (siehe Übersteuern).
Eine Gewichtung der Bremskraft wird teilweise dadurch erreicht, dass die vorderen Bremsen stärker ausgelegt werden, 
d. h. bei gleichem Pedaldruck stärker bremsen als die hinteren. 
Da aber das Bremsvermögen der Hinterräder umgekehrt zur Verzögerung verläuft, ist ein weiterer Mechanismus notwendig.
Ältere Fahrzeuge besitzen meist einen mechanischen Bremskraftverteiler, der an der Hinterachse angebracht ist und mit einem Hebel beim Anheben des Hecks über ein Ventil den Bremsdruck der Hinterräder vermindert. Die elektronische Bremskraftverteilung ersetzt diese relativ ungenaue mechanische Lösung durch ein elektronisches System, insbesondere da bei Vorhandensein eines ABS bereits die benötigten Sensoren und Aktoren vorhanden sind.

## Technik und Funktionsweise

### Normalfunktion
Anders als das Antiblockiersystem (ABS) verhindert EBD aber kein Blockieren der Räder, sondern verteilt den Bremsdruck nur zwischen der Vorder- und Hinterachse und stabilisiert so das Fahrzeug beispielsweise beim Bremsen in einer Kurve. EBD unterstützt das Antiblockiersystem (ABS), da dieses den Bremsdruck erst vermindert, wenn das entsprechende Rad bereits blockiert ist.
Im Unterschied zum ABS, wo der Bremslichtschalter lediglich ein „unterstützend-informatives“, aber kein sicherheitsrelevantes Signal darstellt (ABS berechnet die Ventilansteuerungen aus den Raddrehzahlen und würde auch ohne ein Bremslichtschaltersignal funktionieren), wird ein EBD-Eingriff erst durch gültiges Bremslichtschaltersignal in Verbindung mit der Höhe des errechneten Schlupfs an der Hinterachse eingeleitet.

### Fehlerfall und Fehlererkennung
Eine gute Methode, um ein Überbremsen der Hinterachse bei ausgefallenem Bremslichtschalter zu vermeiden und den Fehlerzustand überhaupt zu erkennen, ist deshalb der Einsatz von redundanten (doppelten) Schaltern. Andere Lösungen zielen auf einen einfachen (also nicht-redundanten) kostengünstigeren Schalter und eine erweiterte Software, die das ausbleibende Schaltersignal – mehr oder weniger gut – durch Plausiblitätschecks zu erkennen versucht.

## Geschichte
Eingeführt wurde die Elektronische Bremskraftverteilung erstmals 1994 durch Opel und Bosch im Fahrzeug Opel Omega B. Treibend für die Entwicklung des Systems war der durch den Wegfall des mechanischen Bremskraftverteilers entstehende Gewichts- und Kostenvorteil. Da die elektronische Bremskraftverteilung innerhalb eines ABS oder ASR Systems lediglich Teil einer um wenige hundert Bytes erweiterten Software war, benötigte sie somit keine neue zusätzliche Hardware.
Der von Bosch ursprünglich vorgesehene Produktname DME (Druckmindererersatzlogik) klang zu kompliziert und konnte sich demzufolge nie durchsetzen.